# رایانش سبز

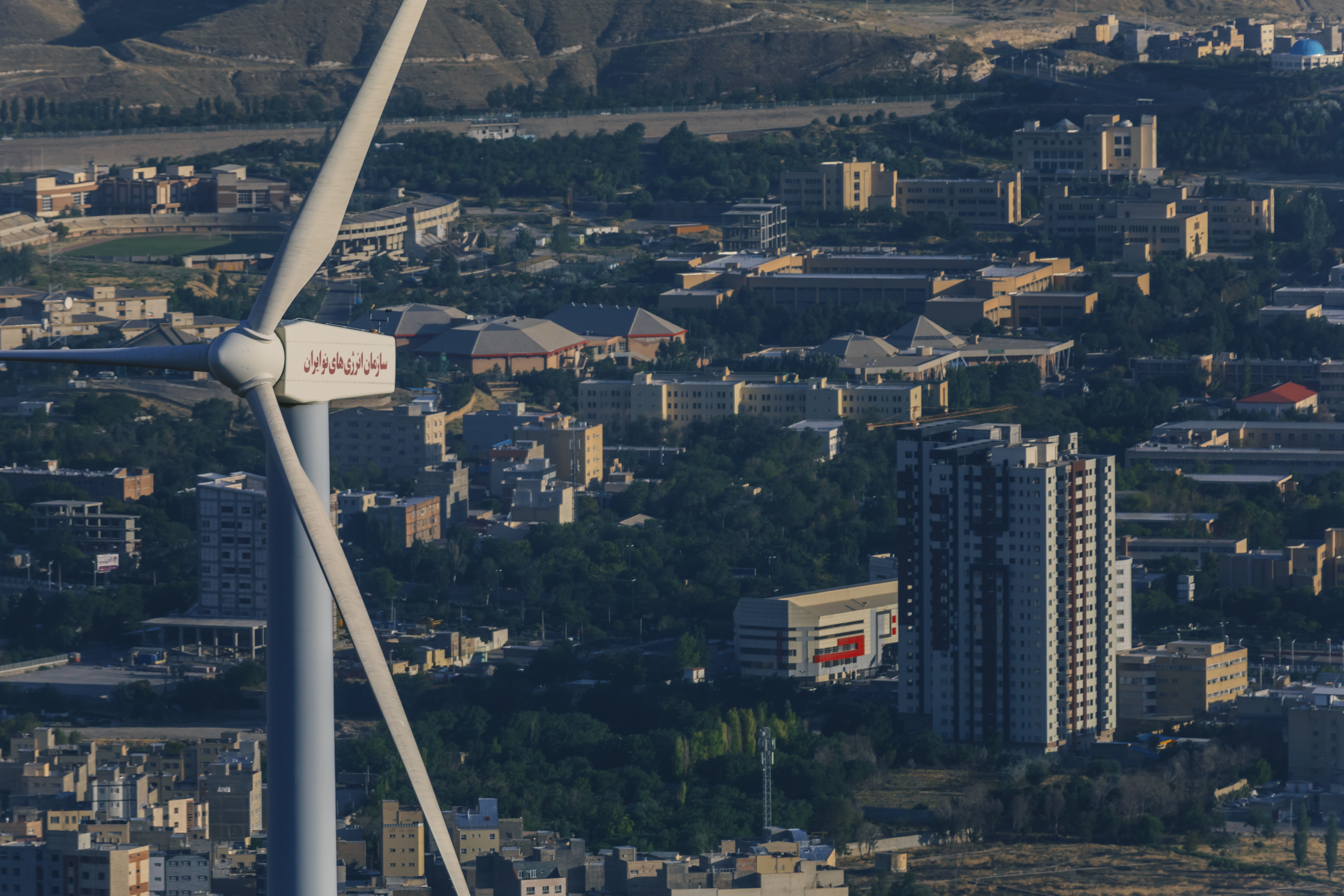
توربین‌های بادی از منابعی هستند که در علم رایانش سبز به دلیل تجدید پذیری بسیار مورد توجه هستند. (عکس از یک توربین بادی در بالای کوه عینالی شهر تبریز)

رایانش سبز (به انگلیسی: Green computing) طبق استانداردهای فدراسیون بین‌المللی سبز (International Federation of Green) عبارت است از مطالعات و اقداماتی در زمینه فناوری اطلاعات یا رایانش که این فناوری‌ها از نظر محیط زیست پایدار باشند.
اهداف رایانش سبز مشابه شیمی سبز است: کاهش مواد خطرناک، حداکثرسازی بهینگی انرژی در طول بازه عمر محصول، بازیابی پذیری یا تجزیه پذیری محصولات خراب و ضایعات کارخانه‌ها. رایانش سبز یکی از راه‌های کاهش خطرات آلودگی زیستی صنایع است. رایانش سبز یعنی استفاده از رایانه و منابع آن به‌صورت سازگار با محیط‌زیست. به این معنی که هم در چرخه تولید، همزمان استفاده و هم در برخورد با زباله‌های الکترونیکی تولید شده کمترین آلودگی زیست‌محیطی ایجاد شود. برای مثال دانشمندان قادر به ساخت ترانزیستوری از نانو الیاف سلولز شده‌اند که علاوه بر قیمت ارزان و قابل حمل بودن، به راحتی در طبیعت تجزیه شده و با محیط زیست سازگار است. نکته جالب اینکه با رها کردن ترانزیستور در محیط طبیعی، قارچها آن را تجزیه کرده و به کودهای امن و قابل استفاده تبدیل می‌کنند.

## مقررات و ابتکارات صنعت
سازمان همکاری‌های اقتصادی پیمایشی در زمینه بالای ۹۰ ابتکار فاوای سبز انجام داد. در این گزارش اشاره شد که ابتکارات بر سبزسازی خود فاوا تمرکز داشتند تا حل مشکلاتی همچون گرمایش زمین و تخریب محیط زیست. تنها ۲۰ درصد ابتکارات اهدافی قابل سنجش داشتند.